# دیوید آگوست
دیوید آگوست (انگلیسی: David August؛ زادهٔ ۱۹۷۰) یک دانشمند است. وی عضو پیوسته انجمن مهندسان برق و الکترونیک است.
او مدرک دکترایش را در زمینه مهندسی برق و علوم کامپیوتر از دانشگاه ایلینوی در اربانا-شمپین در سال ۲۰۰۰ میلادی اخذ کرد.